# Maria Elena Boschi
Maria Elena Boschi (ur. 24 stycznia 1981 w Montevarchi) – włoska polityk i prawniczka, parlamentarzystka, od 2014 do 2016 minister ds. reformy instytucjonalnej i kontaktów z parlamentem w rządzie Mattea Renziego.

## Życiorys
Ukończyła studia prawnicze na Uniwersytecie we Florencji. Podjęła praktykę w zawodzie adwokata, specjalizując się w prawie cywilnym. Została bliską współpracowniczką burmistrza Florencji Mattea Renziego, który powierzył jej stanowisko doradcy.
W wyborach w 2013 z ramienia Partii Demokratycznej uzyskała mandat posłanki do Izby Deputowanych XVII kadencji. 21 lutego 2014 ogłoszono jej nominację na urząd ministra bez teki ds. reformy instytucjonalnej i kontaktów z parlamentem. 12 grudnia 2016 w gabinecie Paola Gentiloniego przeszła na stanowisko sekretarza rządu (w randze podsekretarza stanu).
W 2018 utrzymała mandat deputowanej na XVIII kadencję. W czerwcu tegoż roku zakończyła pełnienie funkcji rządowej. We wrześniu 2019 przeszła do partii Italia Viva, którą założył wówczas były premier Matteo Renzi. W wyborach w 2022 została wybrana do Izby Deputowanych XIX kadencji.